# 白发全
白發全（1986年3月18日—），云南通海人，中国男子鐵人三項運動員。

## 生平
2012年，白發全代表中国出戰英國倫敦舉行的奥林匹克运动会鐵人三項比賽。2016年再次参加里约奥运会铁人三项比赛。